# De Olsen-Bende

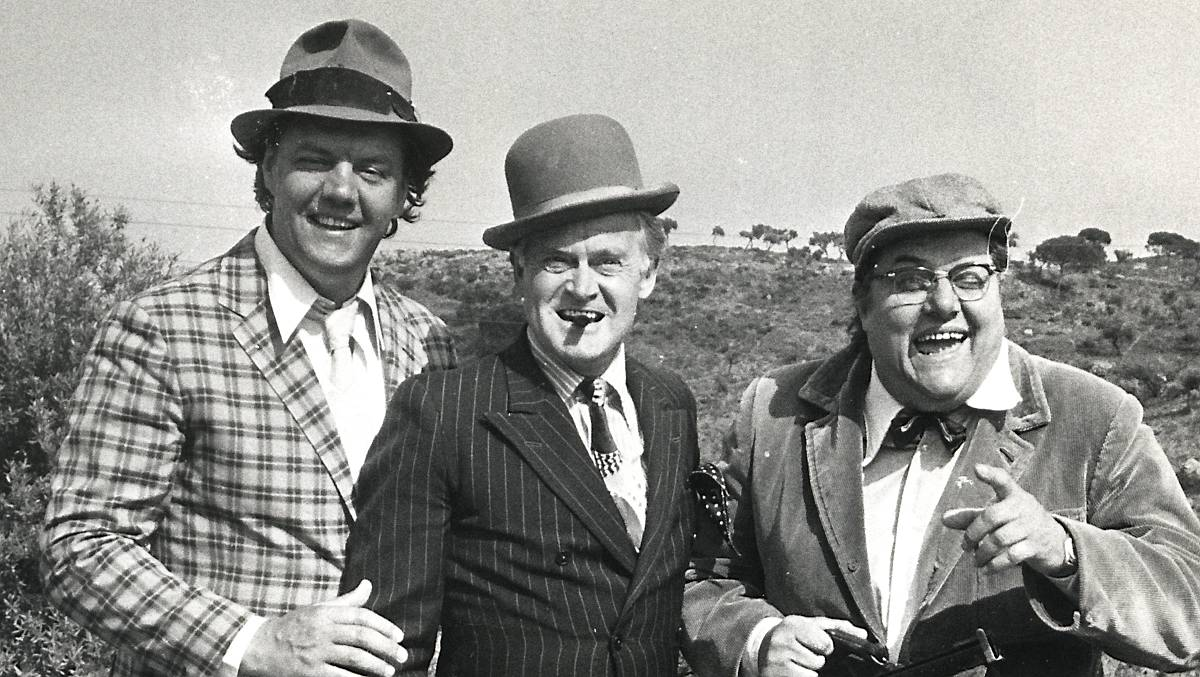
De Olsen-bende, van links naar rechts Benny, Egon en Kjeld

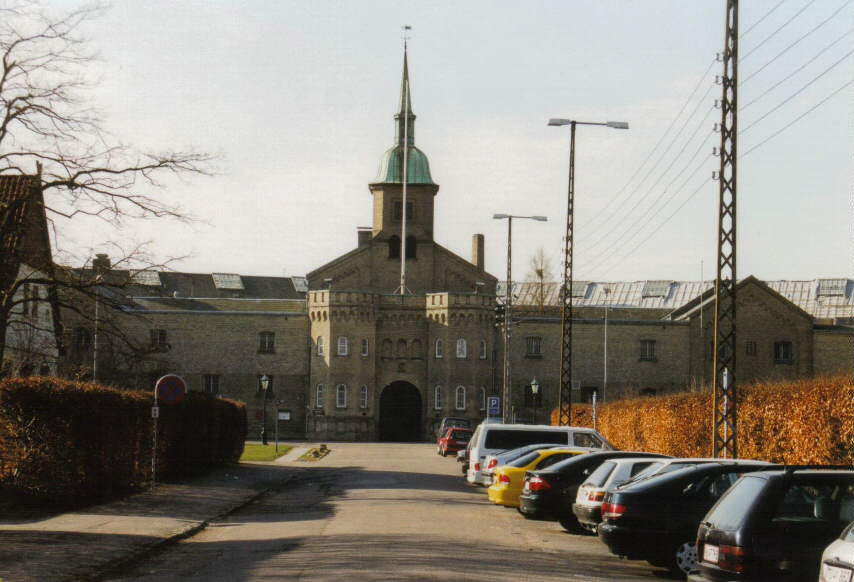
Staatsgevangenis in Albertslund. Iedere film begint met de vrijlating van Egon Olsen uit deze gevangenis.

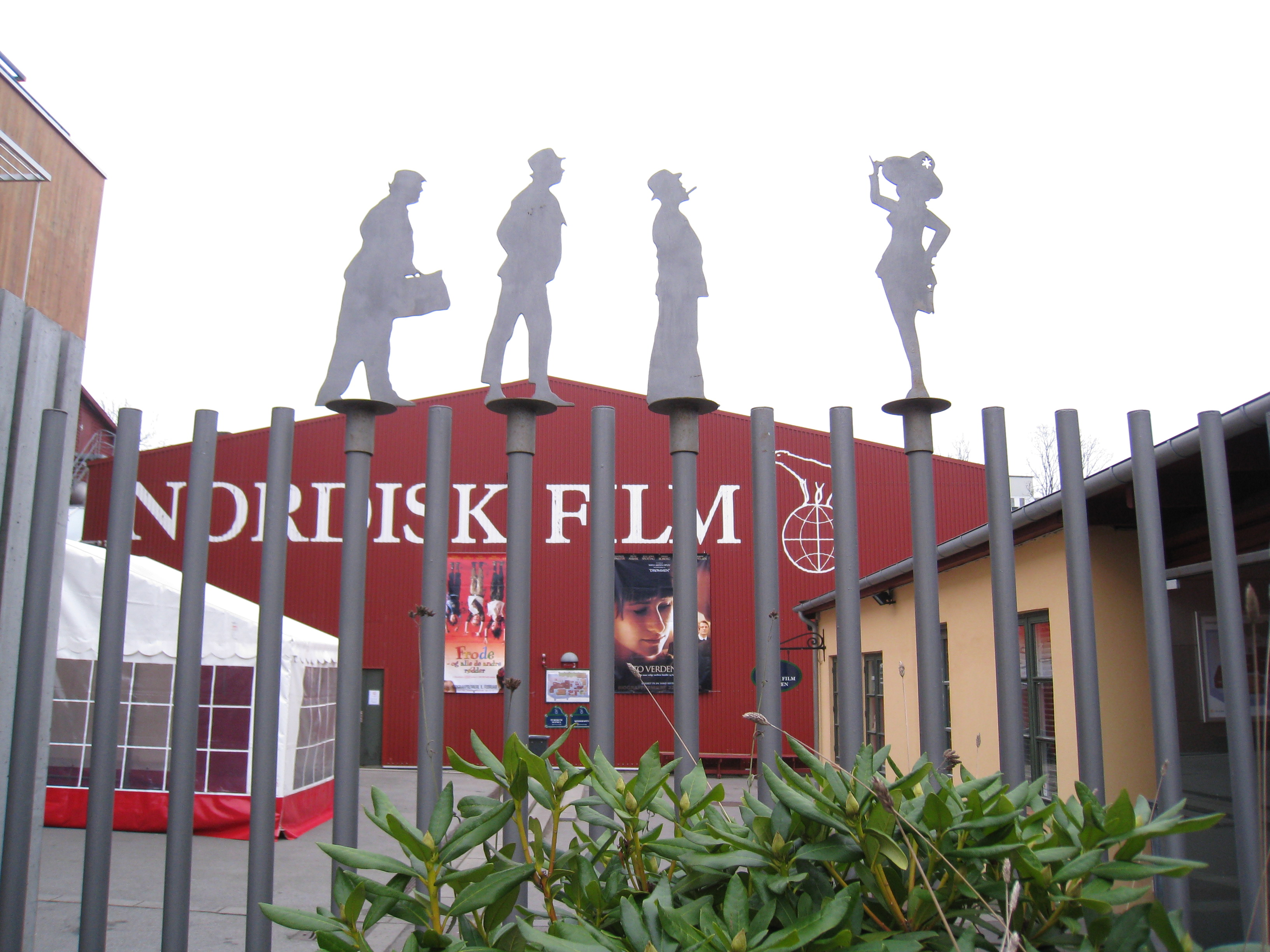
De Deense Olsen-Bende, afgebeeld op de poort van de filmstudio Nordisk Film.

De Olsen-Bende (Deens: Olsen-banden) is een door Erik Balling en Henning Bahs bedachte fictieve Deense criminele bende, waarover 14 films gemaakt zijn in de periode van 1968 tot 1999. Ook in Noorwegen werd, soms simultaan, een aantal Olsen-Bende films uitgebracht. Later werd in Zweden ook een versie uitgebracht onder de naam Jönssonligan. Een aantal jaren geleden werd ook een junior-versie uitgebracht.

## Plot
De geniale draaideurcrimineel Egon Olsen, gespeeld door Ove Sprogøe, is de leider van de bende, die verder bestaat uit Benny (Morten Grunwald) en Kjeld (Poul Bundgaard). Zij zijn goedaardig van karakter en gebruiken nooit geweld. De meeste films beginnen met de vrijlating van Egon uit de gevangenis. Benny en Kjeld wachten hem op met Deense vlaggetjes, waarna de drie een flesje Tuborg-bier gaan drinken in het huisje van Kjeld en zijn vrouw Yvonne.
Steevast met de woorden "Jeg har en plan! (Ik heb een plan!)" presenteert Egon zijn nieuwe "geniale" plan om miljonairs te worden. Hoofdzakelijk gaat het dan om een antieke kluis van 'Franz Jaeger'. Om dat doel te bereiken geeft hij instructies om de spullen aan te schaffen die nodig zijn om bij de kluis te komen. Hierbij worden dingen van alle dag gebruikt, die zeker niet in gedachten komen bij het plegen van een coup, zoals Lego, radiografisch bestuurbare auto's, een sigaret, ballonnen, etc., die in combinatie met elkaar werken als een Rube Goldbergmachine, met een vleugje perfectionisme. Egon heeft vaak het geluk dat hij zijn gevangenisstraf uitzit met lieden die hem voorzien van de juiste informatie (dienstrooster, plattegrond van een gebouw) om zijn plannen te kunnen beramen.
Vaak komt Egon in de problemen doordat hij de plannen van 'echte' criminelen dwarsboomt. Meerdere malen wordt hij dan ook ontvoerd, waarbij Benny en Kjeld hem moeten bevrijden. Aan het eind van de film, als alles goed is uitgevoerd, gaat er toch iets fout, waardoor Egon wordt gearresteerd. Zodra hij de sirene hoort, bevriest hij en heft automatisch zijn handen omhoog. Egon rookt te allen tijde een sigaar en draagt een streepjespak.
De inspecteur van de politie 'Jensen' leert zijn jonge protegé: "Het enige wat de politie kan doen als de echt zware criminelen komen, is hen bescherming bieden." Dit soort sociale satire is een van de typerende onderdelen waarvan de films doorspekt zijn.

## Originele versies

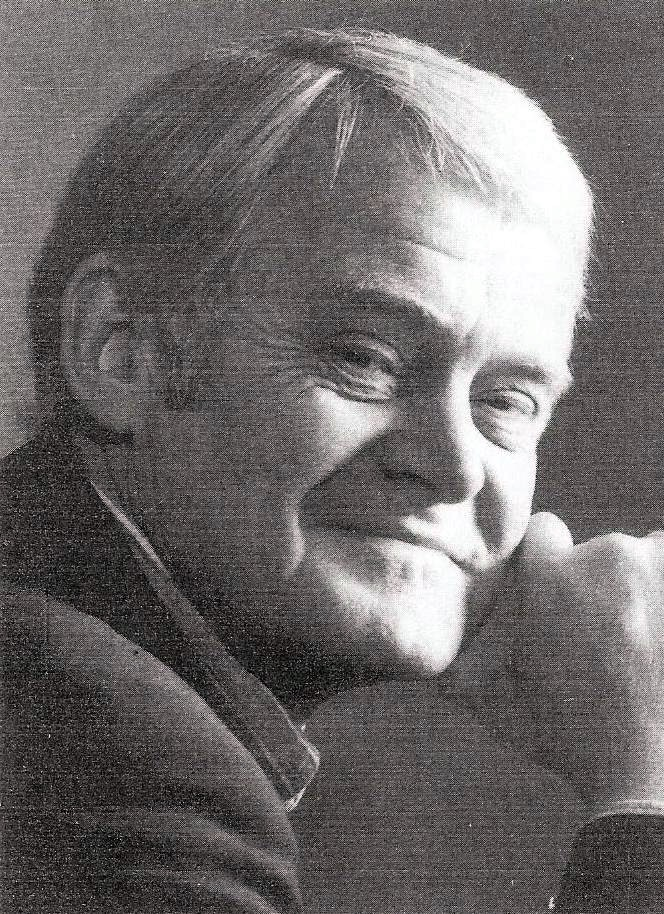
Ove Sprogøe (1919-2004) speelde Egon Olsen

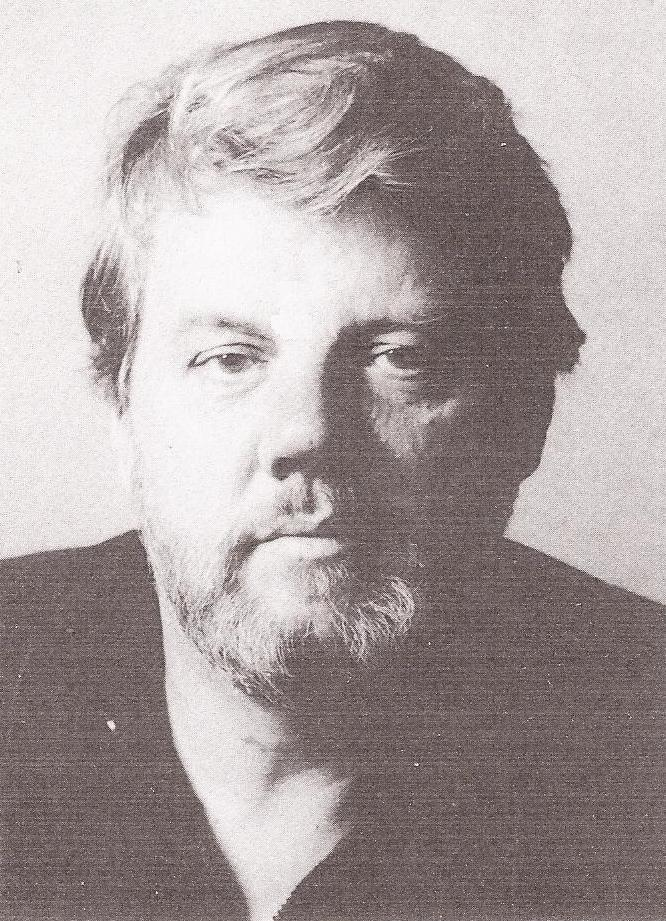
Morten Grunwald (1934-2018) speelde Benny Frandsen

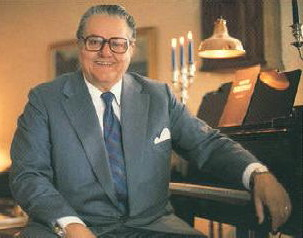
Poul Bundgaard (1922-1998) speelde Kjeld Jensen

De eerste 13 films waren van de hand van Erik Balling, waarna Tom Hedegaard en Morten Arnfred de veertiende en laatste Olsen-Bende film regisseerden. De avonturen werden door Erik Balling en Henning Bahs geschreven.

### Deense cast
- Ove Sprogøe als Egon Olsen
- Morten Grunwald als Benny Frandsen
- Poul Bundgaard als Kjeld Jensen
- Kirsten Walther als Yvonne Jensen
- Jes Holtsø als Børge Jensen
- Axel Strøbye als politie-inspecteur Jensen
- Ole Ernst als politie-inspecteur Holm
- Ove Verner Hansen als Bøffen
- Preben Kaas als Dynamit-Harry

Poul Bundgaard stierf in 1998 tijdens de opnamen van de afscheidsfilm Olsen-bandens sidste stik. De rol van Kjeld Jensen werd toen overgenomen door Tommy Kenter met de stem van Kurt Ravn.

### Onofficiële vertaling van de Deense titels
| Originele titel                       | Vertaling                                      | Jaar van uitgave  |
| ------------------------------------- | ---------------------------------------------- | ----------------- |
| Olsen-banden                          | De Olsen Bende                                 | 11 oktober 1968   |
| Olsen-banden på spanden               | De Olsen Bende in problemen                    | 3 oktober 1969    |
| Olsen-banden i Jylland                | De Olsen Bende in Jutland                      | 8 oktober 1971    |
| Olsen-bandens store kup               | De grote coup van de Olsen Bende               | 6 oktober 1972    |
| Olsen-banden går amok                 | De Olsen Bende draait door                     | 5 oktober 1973    |
| Olsen-bandens sidste bedrifter        | De laatste prestaties van de Olsen Bende       | 4 oktober 1974    |
| Olsen-banden på sporet                | De Olsen Bende per spoor                       | 26 september 1975 |
| Olsen-banden ser rødt                 | De Olsen Bende ziet rood                       | 1 oktober 1976    |
| Olsen-banden deruda'                  | De Olsen Bende in volle vaart                  | 30 september 1977 |
| Olsen-banden går i krig               | De Olsen Bende op het oorlogspad               | 6 oktober 1978    |
| Olsen-banden overgiver sig aldrig     | De Olsen Bende geeft zich nooit gewonnen       | 26 oktober 1979   |
| Olsen-bandens flugt over plankeværket | De vlucht van de Olsen Bende over de schutting | 16 oktober 1981   |
| Olsen-banden over alle bjerge         | De Olsen Bende met de noorderzon vertrokken    | 26 december 1981  |
| Olsen-bandens sidste stik             | Het laatste kunstje van de Olsen Bende         | 18 december 1998  |

## Internationale versies
De Olsen-Bende zijn ook gemaakt in het Noors en Zweeds (Jönssonligan). Deze films zijn enigszins anders, maar volgen de strekking van de Deense films. De originele films waren ook populair in de voormalige DDR en Oost-Europa.